# Real Oviedo
Maillots
Actualités
Le Real Oviedo, est un club de football espagnol fondé le 26 mars 1926 et situé dans la ville d'Oviedo, dans la communauté autonome des Asturies.
Né de la fusion du Real Stadium Club Ovetense et du Real Club Deportivo de Oviedo, il a évolué 38 saisons en Division 1, où il a terminé trois fois troisième et s'est qualifié pour la Coupe UEFA en 1991. Sa dernière saison en Liga fut lors de la saison 2000-2001.
Le club joue ses matchs à domicile au Stade Carlos Tartiere, doté de 30 500 places (son équipe féminine, quant à elle, évolue dans le Stade Manuel Díaz Vega).
Depuis 2012, le club appartient à la société mexicaine Grupo Carso (Carlos Slim).

## Histoire
| \| Oviedo \| Emplacement d'Oviedo, en Espagne. |
| Oviedo                                         |

### Histoire récente
Durant l'été 2003, le Real Oviedo survit à une double rétrogradation, d'abord sportive en Segunda División B puis administrative en Tercera División (le quatrième niveau du championnat espagnol) à la suite des dénonciations des joueurs pour non-paiement des salaires, plaintes qu'ils n'ont pas voulu retirer malgré les garanties de paiement apportées par le club ; et à l'opposition de la Mairie à la gestion du club et à la lutte qui s'ensuit pour son contrôle. Cette situation aboutit à la refondation, avec le soutien de la Mairie, du Club Astur (un club de quartier), appelé aujourd'hui Oviedo ACF, qui avait pour but de supplanter le club historique. Heureusement, sans succès. Le Real Oviedo survit grâce au dévouement de ses supporters, qui ont travaillé gratuitement quand il le fallait, par exemple, enlever de la neige du centre d'entraînement ou vendre du matériel sportif pour payer l'électricité. La fidélité de ses supporters est également remarquable par le nombre très élevé d'abonnements (12 759[réf. nécessaire]) en Tercera División (la ville compte environ 200 000 habitants et en Liga, il y avait, au maximum, 19 000 abonnements) ou par le nombre de spectateurs (27 000 spectateurs lors d'un match de niveau 4[réf. nécessaire]).
En tout cas, les Bleus ont été marqués ces dernières années par une accumulation de revers sportifs et extra-sportifs. Il faut se souvenir des décès accidentels de deux joueurs de l'équipe première, Peter Dubovsky et Armando Barbón, ou de l'échec, en juin 2004, du Real Oviedo face au Atlético Arteixo en finale de la phase d'accession à la Segunda División B. Une accession qui aurait signifié un pas en avant énorme vers la normalisation de la situation du club.
Le Real Oviedo est monté en Segunda División B en 2005 en gagnant face au Coruxo FC, puis contre le Real Ávila (es) par 1-5 et 2-0, lors de la phase d'accession.
En mai 2007, le Real Oviedo est relégué de nouveau en Tercera División. En août, le club cherche à récupérer la place de Grenade 74 en Seconde Division B, club rétrogradé par la FIFA et l'UEFA. Finalement, le TAS confirma la place de Grenade 74 en Segunda División B. Mais le Real Oviedo démarre bien la saison 2007-2008 en Tercera División. 
En mai 2009 , le club accède à la Segunda División B, grâce à sa victoire face au RCD Majorque B (1-0, 0-1 et 6-5 aux tirs au but). Sa première saison en Segunda División B est une réussite puisque le club termine deuxième de son groupe et participe aux play-offs d'accession en Segunda División.
En 2012, le club connaît des difficultés financières, trois joueurs ayant été formés au club ont acheté des actions du club, afin de l'aider financièrement : Juan Mata, Santi Cazorla et Miguel Pérez Cuesta. Le Real Madrid CF aide également financièrement ce club historique.  
Le 16 novembre 2012, l'homme d'affaires mexicain Carlos Slim Helú devient le principal actionnaire du club en investissant 2 millions d'euros . Ainsi, l'homme le plus riche du monde sauve le club de la liquidation. C'est par l’intermédiaire d'une entreprise de son groupe (Immobiliaria Carso) que Carlos Slim annonce cette décision et ajoute : La singulière et difficile période que traverse actuellement le club, son histoire au sein du football professionnel espagnol et surtout le soutien de son extraordinaire public ont amené notre groupe à se décider en faveur de ce projet.
Le 31 mai 2015, Oviedo remonte en Segunda División en battant le Cadix CF lors des barrages.
En juin 2016, l'ancien capitaine de l'équipe d'Espagne Fernando Hierro devient l'entraîneur.
Le 21 juin 2025, Oviedo obtient la promotion en première division 24 ans après être descendu en D2.

## Palmarès
| \| - Championnat d'Espagne de deuxième division (5) : - Champion : 1932-33, 1951-52 (Gr. 1), 1957-58 (Gr. 1), 1971-72 et 1974-75. - Vice-champion : 1931-32, 1954-55 (Gr. 1) et 1955-56 (Gr. 1). - Championnat d'Espagne de troisième division (1) : - Champion : 2014-15. - Vice-champion : 1978-79 (Gr. 1) et 2009-10 (Gr. 2). \| \| - Championnat d'Espagne de quatrième division (4) : - Champion : 2003-04, 2004-05, 2007-08 et 2008-09. \| |  | |
| - Championnat d'Espagne de deuxième division (5) : - Champion : 1932-33, 1951-52 (Gr. 1), 1957-58 (Gr. 1), 1971-72 et 1974-75. - Vice-champion : 1931-32, 1954-55 (Gr. 1) et 1955-56 (Gr. 1). - Championnat d'Espagne de troisième division (1) : - Champion : 2014-15. - Vice-champion : 1978-79 (Gr. 1) et 2009-10 (Gr. 2). |  | - Championnat d'Espagne de quatrième division (4) : - Champion : 2003-04, 2004-05, 2007-08 et 2008-09. |

## Personnalités du club

### Présidents
| - Carlos Tartiere (1926 - 1950) - Pedro Miñor Rivas (1950 - 1952) - José Díaz Sánchez (1952 - 1954) - Francisco Silvela López (1954 - 1961) - José María Velasco Álvarez (1961 - 1967) - Enrique Rubio Sañudo (1967 - 1971) - José María Velasco Álvarez (1972 - 1977) | - Jaime Estrada Pérez (1977) - Jesús Riesco Morán (1977 - 1979) - Daniel Garcia Yagüe (1979 - 1984) - José Manuel Bango Fuente (1984 - 1988) - Eugenio Prieto Álvarez (1988 - 2002) - Manuel Lafuente Robledo (2002 - 2005) - Juan Mesa Gil (2005 - 2007) | - Toni Fidalgo (2007) - Miguel Cano Mier (2007) - Dámaso Bances (2007 - 2010) - Alberto González (2011 - 2012) - Toni Fidalgo (2012 - 2013) - Sabino López (2013 - 2014) - Jorge Menéndez Vallina (2014 - ) |

### Entraîneurs
| - Fred Pentland (1926 - 1927) - Frank Burton (1927 - 1928) - Antonín Fivébr (1928 - 1930) - Patrick O'Connell (1930 - 1931) - Vicente Tonijuán (1931 - 1933) - Emilio Sampere (1933 - 1935) - José María Peña (1935 - 1936) - Cristóbal Martí (1940 - 1941) - Óscar Álvarez (1941 - 1942) - Manuel Meana (1942 - 1947) - Francisco Gamborena (1947 - 1948) - Juan Urquizu (1948 - 1950) - Patricio Caicedo (1950 - 1951) - Luis Urquiri (1951 - 1954) - Domènec Balmanya (1954 - 1955) - Óscar Álvarez (1955) - Luis Pasarín (1955 - 1956) - Eduardo Toba (1956 - 1957) - Fernando Argila (1957) - Abel Picabea (1957 - 1959) - Luis Pasarín (1959) - Fernando Argila (1959 - 1960) - Sabino Barinaga (1960 - 1961) - Fernando Argila (1961) - Álvaro Pérez (1961 - 1962) - Antón Sánchez (1962) - Juan Ochoa (1962 - 1963) - Enrique Orizaola (1963 - 1964) - Eduardo Toba (1964) - Enrique Martín (1964 - 1965) - Luis Diestro (1965) | - Francisco Antúnez (1965 - 1966) - Antón Sánchez (1966) - Juan Aretio (1966 - 1967) - Juan Ochoa (1967 - 1968) - Toni Cuervo (1968) - Ramón Cobo (1968 - 1969) - Pedro Eguíluz (1969) - Enrique Casas (1969 - 1970) - Horacio Leiva (1970) - José María García de Andoain (1970 - 1971) - Toni Cuervo (1971) - Eduardo Toba (1971 - 1973) - Sabino Barinaga (1973 - 1974) - Vicente Miera (1974 - 1976) - Toni Cuervo (1976 - 1977) - Manuel Ruiz Sosa (1977 - 1978) - Sabino Barinaga (1978) - Lalo (1978 - 1979) - Luis Diestro / José María García (1979) - Nando Yosu (1979 - 1981) - José Victor Rodríguez (1981 - 1982) - José María García (1982 - 1983) - Luis Costa (1983 - 1984) - José Luis Romero (1984 - 1986) - Antonio Ruiz (1986) - José Carrete de Julián (1986 - 1987) - Vicente Miera (1987 - 1989) - Javier Irureta (1989 - 1993) - Radomir Antić (1993 - 1995) - Ivica Brzić (1995 - 1996) - Juanma Lillo (1996 - 1997) | - José Antonio Novo (1997) - Óscar Tabárez (1997 - 1998) - Fernando Vázquez (1998 - 1999) - Luis Aragonés (1999 - 2000) - Radomir Antić (2000 - 2001) - Enrique Marigil (2001 - 2002) - Vicente González (2002 - 2003) - Miguel Sánchez (2003) - Antonio Rivas (2003 - 2006) - Antonio Velázquez (2006 - 2007) - Ramiro Solís (2007) - Ismael Díaz (2007) - Francisco José Carrasco (2007 - 2008) - Fermín Álvarez (2008) - Raúl González (2008 - 2009) - Fermín Álvarez (2009) - Pichi Lucas (2009 - 2010) - José Manuel Martínez (2010 - 2011) - Pacheta (2011 - 2012) - Félix Sarriugarte (2012 - 2013) - José Carlos Granero (2013 - 2014) - Roberto Robles (2014) - Sergio Egea (2014 - 2016) - David Generelo (2016) - Fernando Hierro (2016 - 2017) - Juan Antonio Anquela (2017 - 2019) - Sergio Horacio Egea (2019) - Javi Rozada (2019 - 2020) - José Ángel Ziganda (2020 - 2022) - Bolo (2022) - Álvaro Cervera (depuis 2022) |

## Effectif professionnel actuel
Le premier tableau liste l'effectif professionnel du Real Oviedo pour la saison 2025-2026. Le second recense les prêts effectués par le club lors de cette même saison.
En grisé, les sélections de joueurs internationaux chez les jeunes mais n'ayant jamais été appelés aux échelons supérieurs une fois l'âge-limite dépassé ou les joueurs ayant pris leur retraite internationale.

## Anciens joueurs
- Marius Lăcătuș
- Viktor Onopko
- Franck Rabarivony
- Frédéric Danjou
- Abel Xavier
- Paulo Bento
- Carlos
- Robert Prosinečki
- Peter Dubovský
- Albert Nađ
- Peter Møller
- Bruno Berner
- Isidro Lángara
- Juan Mata
- Santi Cazorla
- Michu
- Slaviša Jokanović
- Stan Collymore
- Julio Dely Valdés
- Chepo de la Torre
- Luis Aragonés
- Gert Claessens
- Herrerita
- Emilín
- Luis Zabala
- Pedro Caldentey